# 十日町市立中条中学校
十日町市立中条中学校（とおかまちしりつなかじょうちゅうがっこう）は新潟県十日町市中条旭町にある公立中学校。

## 概要
学校と家庭の連携を謳った｢学家連携」推進校であり、あいさつ・せいりせいとん・まとまり・みなり・れいぎをキーワードに教育活動全般に亘って「あせまみれ運動」を展開している。むさくるしいイメージではなく、一生懸命頑張る姿のイメージである。毎年、中条小・東小・飛渡第一小の3校から生徒が入学してくる（以前は飛渡第二小も存在したが、2005年3月に閉校した）。
近くには、縄文時代の火焔式土器が出土した笹山遺跡があり、ここで毎年開かれる｢笹山じょうもん市」には、学校を挙げて参加する。

## 沿革

### 年表
- 1947年5月15日 - 中魚沼郡中条村立中条中学校を創立。
- 1947年7月23日 - 校章を制定。
- 1957年9月17日 - 創立10周年記念式典を挙行。
- 1968年10月20日 - 創立20周年記念式典を挙行。
- 1976年10月15日 - 生徒会旗樹立。
- 1979年10月27日 - 創立30周年記念式典を挙行。
- 1987年11月14日 - 創立40周年記念式典を挙行。
- 1997年11月2日 - 創立50周年記念式典を挙行。
- 2004年10月23日 - 新潟県中越大震災発生。 
  - 2004年10月25日～11月2日まで臨時休校。

## 教育方針

### 教育目標
- 自学・鍛錬・協働

## 校歌・生徒会歌
- 十日町市立中条中学校校歌
  - 作曲　大給正夫
  - 作詞　堀口大学

## 行事
- 体育祭
- 文化祭
- 十日町雪祭り

## 通学区域
#外部リンクを参照。

### 進学前小学校
- 十日町市立中条小学校
- 十日町市立東小学校（一部）
- 十日町市立飛渡第一小学校

## 著名な出身者
- 白川勝彦 - 元自治大臣

## 交通
- JR飯山線魚沼中条駅より徒歩1分